# 八田皇女
八田皇女（やたのひめみこ/やたのおうじょ、生没年不詳）は、第16代仁徳天皇の皇后。
『日本書紀』では「八田皇女」「矢田皇女」、『古事記』では「八田若郎女（やたのわきいらつめ）」と表記される。

## 系譜
第15代応神天皇と和珥臣祖の日触使主（ひふれのおみ、比布礼能意富美）の女の宮主宅媛（みやぬしやかひめ、宮主矢河枝比売）との間に生まれた皇女である。同母兄妹として菟道稚郎子皇子、雌鳥皇女がいる。
夫は仁徳天皇で、異母兄にあたる。子女はいない。
なお『先代旧事本紀』では、母は物部多遅摩連の女の山無媛とする。
『日本書紀』に基づく関係系図
| 宮主宅媛 | 宮主宅媛 | 宮主宅媛 | 宮主宅媛 | 宮主宅媛 | 宮主宅媛 |                     |                     |                     |                     |                     |                     | 15応神天皇 | 15応神天皇 | 15応神天皇 | 15応神天皇 | 15応神天皇 | 15応神天皇 |            |            |            |            |            |            | 仲姫命 （皇后） | 仲姫命 （皇后） | 仲姫命 （皇后） | 仲姫命 （皇后） | 仲姫命 （皇后） | 仲姫命 （皇后） |                     |                     |                     |                     |                     |                     |
| 宮主宅媛 | 宮主宅媛 | 宮主宅媛 | 宮主宅媛 | 宮主宅媛 | 宮主宅媛 |                     |                     |                     |                     |                     |                     | 15応神天皇 | 15応神天皇 | 15応神天皇 | 15応神天皇 | 15応神天皇 | 15応神天皇 |            |            |            |            |            |            | 仲姫命 （皇后） | 仲姫命 （皇后） | 仲姫命 （皇后） | 仲姫命 （皇后） | 仲姫命 （皇后） | 仲姫命 （皇后） |                     |                     |                     |                     |                     |                     |
|          |          |          |          |          |          |                     |                     |                     |                     |                     |                     |            |            |            |            |            |            |            |            |            |            |            |            |                 |                 |                 |                 |                 |                 |                     |                     |                     |                     |                     |                     |
|          |          |          |          |          |          | 八田皇女 （後皇后） | 八田皇女 （後皇后） | 八田皇女 （後皇后） | 八田皇女 （後皇后） | 八田皇女 （後皇后） | 八田皇女 （後皇后） |            |            |            |            |            |            | 16仁徳天皇 | 16仁徳天皇 | 16仁徳天皇 | 16仁徳天皇 | 16仁徳天皇 | 16仁徳天皇 |                 |                 |                 |                 |                 |                 | 磐之媛命 （前皇后） | 磐之媛命 （前皇后） | 磐之媛命 （前皇后） | 磐之媛命 （前皇后） | 磐之媛命 （前皇后） | 磐之媛命 （前皇后） |
|          |          |          |          |          |          | 八田皇女 （後皇后） | 八田皇女 （後皇后） | 八田皇女 （後皇后） | 八田皇女 （後皇后） | 八田皇女 （後皇后） | 八田皇女 （後皇后） |            |            |            |            |            |            | 16仁徳天皇 | 16仁徳天皇 | 16仁徳天皇 | 16仁徳天皇 | 16仁徳天皇 | 16仁徳天皇 |                 |                 |                 |                 |                 |                 | 磐之媛命 （前皇后） | 磐之媛命 （前皇后） | 磐之媛命 （前皇后） | 磐之媛命 （前皇后） | 磐之媛命 （前皇后） | 磐之媛命 （前皇后） |
|          |          |          |          |          |          |                     |                     |                     |                     |                     |                     |            |            |            |            |            |            |            |            |            |            |            |            |                 |                 |                 |                 |                 |                 |                     |                     |                     |                     |                     |                     |
|          |          |          |          |          |          |                     |                     |                     |                     |                     |                     |            |            |            |            |            |            |            |            |            |            |            |            |                 |                 |                 |                 |                 |                 |                     |                     |                     |                     |                     |                     |
|          |          |          |          |          |          |                     |                     |                     |                     |                     |                     |            |            |            |            |            |            | 17履中天皇 | 17履中天皇 | 17履中天皇 | 17履中天皇 | 17履中天皇 | 17履中天皇 | 18反正天皇      | 18反正天皇      | 18反正天皇      | 18反正天皇      | 18反正天皇      | 18反正天皇      | 19允恭天皇          | 19允恭天皇          | 19允恭天皇          | 19允恭天皇          | 19允恭天皇          | 19允恭天皇          |

## 記録
『日本書紀』によれば、応神天皇の崩御後、大鷦鷯尊（仁徳天皇）と菟道稚郎子は皇位を譲り合っていたが、空位のまま3年が経ち、菟道稚郎子は自らの命を断った。その際、大鷦鷯尊に妹の八田皇女を後宮に納れるよう遺言した。
大鷦鷯尊は即位して仁徳2年に磐之媛命を皇后に立てるが、磐之媛命は嫉妬深い女性であり、仁徳天皇（大鷦鷯尊）が八田皇女を妃とすることを許さなかった。しかし天皇は仁徳30年に皇后の留守中に宮中へ納れ、怒った皇后は帰ることなく仁徳35年に筒城宮で亡くなった。そして天皇は仁徳38年に八田皇女を皇后に立てたという。
その後、仁徳40年に皇后の同母妹の雌鳥皇女を妃としようとしたが、隼別皇子が皇女と通じてしまう。天皇は皇后の言を尊重して罰しなかったが、謀反の心があるとして殺された。この時皇后の願いにより皇女の足玉手玉は奪わぬよう追手に命じるが、その禁は破られる。皇后の告発により、その犯人は私地を献じて死を免れたという。
『古事記』でも概ね同様の所伝を記すが、菟道稚郎子の自殺や遺言の話はなく、大后（皇后）になったことも明記されてはいない。

## 墓

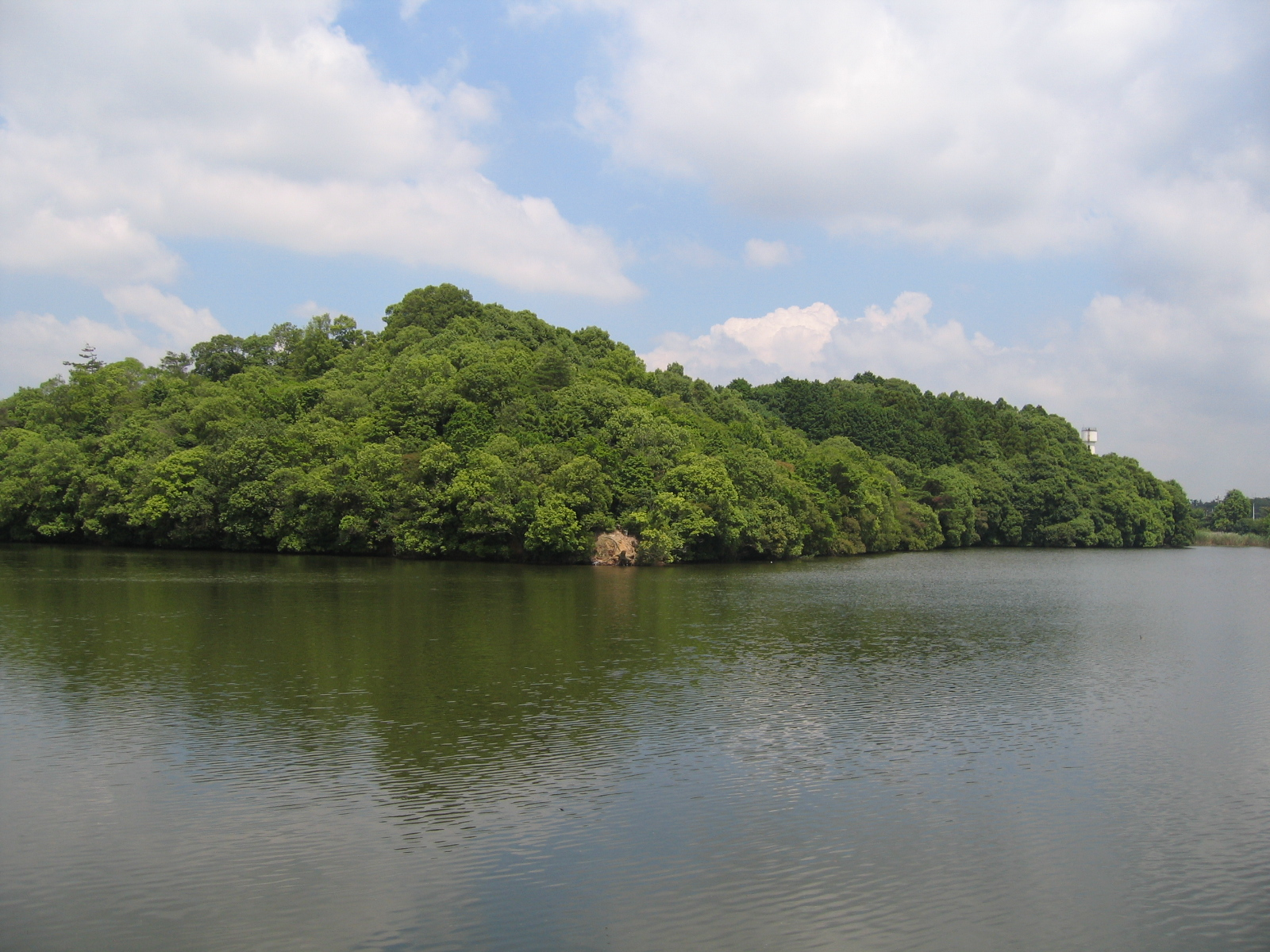
宇和奈辺陵墓参考地（奈良県奈良市）
八田皇女墓伝承地。

八田皇女に関して、宮内庁による治定墓はない。ただし、奈良県奈良市法華寺町にある宮内庁の宇和奈辺陵墓参考地（うわなべりょうぼさんこうち、北緯34度41分51.55秒 東経135度48分32.42秒 / 北緯34.6976528度 東経135.8090056度）では、八田皇女が被葬候補者に想定されている。遺跡名は「ウワナベ古墳」で、墳丘長205.4メートルの前方後円墳である。

## 八田部
八田部（やたべ、矢田部）は、八田皇女の名代。『古事記』で皇女の名代としての設置の旨が記載されている。この名代部の伴造氏族として矢田部氏（姓は連・造・首）があり、造姓氏族が天武天皇12年（683年）9月に連姓を賜った記事がある。『新撰姓氏録』には以下の記載がある。
- 左京 神別 矢田部連 - 伊香我色乎命の後。
- 山城国 神別 矢田部 - 鴨県主同祖。鴨建津身命の後。
- 大和国 神別 矢田部 - 饒速日命七世孫の大新河命の後。
- 摂津国 神別 矢田部造 - 伊香我色雄命の後。
- 河内国 神別 矢田部首 - 神饒速日命六世孫の伊香我色雄命の後。

上記のように、物部氏系氏族・鴨氏系氏族の山城国、大和国、摂津国、河内国への分布が見られる。なお『先代旧事本紀』では饒速日尊十世孫の物部大別連公を祖と伝えているほか、矢田部造の遠祖として武諸隅命を記している。